# Guerra no Vietnã (1945–1946)
A Guerra do Vietnã de 1945–46, codinome Operação Masterdom pelos britânicos, e também conhecida como Guerra da Resistência do Sul (em vietnamita:  Nam Bộ kháng chiến)  pelos vietnamitas, foi um conflito armado pós-Segunda Guerra Mundial envolvendo uma força-tarefa em grande parte anglo-indiana e francesa e tropas japonesas do Grupo do Exército Expedicionário do Sul, contra o movimento comunista vietnamita, o Việt Minh, pelo controle da metade sul do país, após a rendição incondicional japonesa.
Os países ocidentais reconhecem três guerras na Indochina: a primeira foi o conflito malsucedido de oito anos da França com as forças nacionalistas do Việt Minh (1946–1954); a segunda foi a guerra pelo controle do Vietnã do Sul, caracterizada por uma intervenção malsucedida liderada pelos americanos, que terminou em 1975; por fim, o conflito no Camboja, desencadeado pela invasão vietnamita em 1978. Esta numeração ignora o breve mas significativo conflito inicial – de 1945 a 1946 – que surgiu do desembarque da força de ocupação britânica em Saigon para receber a rendição das forças japonesas.
O Việt Minh foi derrotado pela força combinada britânica/francesa/japonesa, e o controle do Vietnã foi reafirmado pelo império colonial francês, levando à Primeira Guerra da Indochina.

## Contexto
Em julho de 1945, em Potsdam, Alemanha, os líderes Aliados tomaram a decisão de dividir a Indochina ao meio - no Paralelo 16 - para permitir que Chiang Kai-shek recebesse a rendição japonesa no Norte, enquanto Lord Louis Mountbatten receberia a rendição no Sul. Os Aliados concordaram que a França era a proprietária legítima da Indochina Francesa, mas porque a França estava criticamente enfraquecida como resultado da ocupação alemã, uma força anglo-indiana foi instalada a fim de ajudar o Governo Provisório Francês a restabelecer o controlo sobre o seu antigo país e suas posses coloniais.
Depois que o Japão se rendeu quando o Imperador Hirohito anunciou a capitulação em 16 de agosto, Mountbatten, Comandante Supremo Aliado do Comando do Sudeste Asiático, deveria formar uma Comissão Aliada para ir a Saigon e uma força militar composta por uma divisão de infantaria que seria designada como Forças Terrestres Aliadas da Indochina Francesa (ALFFIC). Foi encarregado de garantir a ordem civil na área ao redor de Saigon, de impor a rendição japonesa e de prestar assistência humanitária aos prisioneiros de guerra e internados aliados.
A preocupação da Comissão do Extremo Oriente dos Aliados era principalmente encerrar o Quartel-General Supremo do Exército Imperial Japonês no Sudeste Asiático e prestar assistência humanitária aos prisioneiros de guerra. O Major-General Douglas Gracey foi nomeado para chefiar a Comissão e a 80ª Brigada, comandada pelo Brigadeiro DE Taunton, da sua 20ª Divisão Indiana foi a ALFFIC que o seguiu até ao Vietname.
No final de agosto de 1945, as forças de ocupação britânicas estavam prontas para partir para vários destinos no Sudeste Asiático, e algumas já estavam a caminho, quando o General Douglas MacArthur causou alvoroço no Comando do Sudeste Asiático ao proibir a reocupação até que ele tivesse recebido pessoalmente a rendição japonesa em Tóquio, que na verdade estava marcada para 28 de agosto, mas um tufão fez com que a cerimónia fosse adiada para 2 de setembro.
Houve também caos na Indochina – os japoneses conduziram um golpe de estado contra os franceses em Março de 1945 e desmantelaram com sucesso o seu controlo sobre a Indochina. Os japoneses então instalaram e criaram um novo Império do Vietnã sob o comando de Bảo Đại, na esperança de evitar uma potencial invasão pelos Aliados.
A ordem de MacArthur teve enormes consequências porque o atraso na chegada das tropas aliadas permitiu aos grupos revolucionários preencher os vazios de poder que existiam no Sudeste Asiático desde o anúncio da capitulação japonesa em 15 de Agosto. Na Indochina, as guarnições japonesas entregaram oficialmente o controle a Bảo Đại no Norte e ao Partido Unido no Sul. Isto, no entanto, permitiu que grupos nacionalistas ocupassem edifícios públicos na maioria das grandes cidades. Os comunistas, que exerciam controlo total sobre o Việt Minh, a aliança nacionalista fundada por Ho Chi Minh em 1941, foram assim confrontados com um vácuo de poder. A Revolução de Agosto começou a forçar Bảo Đại a abdicar em favor do Viet Minh. Em Hanói e Saigon, correram para tomar os assentos do governo, matando ou intimidando os seus rivais. Os japoneses não se opuseram à sua tomada de poder, pois estavam relutantes em deixar os franceses retomarem o controlo da sua colônia. Ho Chi Minh proclamou a independência do Vietname em 2 de setembro de 1945.
Os Aliados, incluindo os Estados Unidos, afirmaram que os franceses tinham soberania sobre a Indochina, sendo a América a favor do retorno da Indochina aos franceses; mas não houve animosidade oficial americana em relação ao Việt Minh, liderado pelos comunistas.
MacArthur finalmente teve sua cerimônia a bordo do encouraçado USS Missouri em 2 de setembro, e três dias depois as primeiras equipes de resgate médico aliadas saltaram de pára-quedas nos campos de prisioneiros de guerra. Durante os dias seguintes, um pequeno grupo avançado de pessoal de apoio e escolta de infantaria da força de Gracey chegou a Saigon para verificar as condições e apresentar um relatório; no dia 11, uma brigada chegou do campo de Hmawbi, Birmânia, via Bangkok. Quando essas unidades avançadas aliadas desembarcaram em Saigon, encontraram-se em uma posição bizarra, sendo recebidas e protegidas por soldados japoneses e do Viet Minh totalmente armados. A razão pela qual estes soldados estavam armados foi porque seis meses antes (9 de março) desarmaram e internaram os franceses, pois os japoneses temiam um desembarque americano na Indochina após a queda de Manila e não confiavam nos franceses.

## Forças chinesas no norte do Vietnã
Os 200 mil soldados chineses do general Lu Han ocuparam o norte do Vietnã a partir de agosto de 1945. 90.000 chegaram em outubro, o 62º exército chegou em 26 de setembro a Nam Định e Haiphong. Lạng Sơn e Cao Bằng foram ocupadas pelo 62º corpo de exército de Guangxi e a região do Delta do Rio Vermelho e Lai Cai foram ocupadas por uma coluna de Yunnan. Os combatentes vietnamitas do VNQDD acompanharam os soldados chineses. Ho Chi Minh ordenou à sua administração DRV que estabelecesse quotas de arroz para dar aos soldados chineses e o arroz foi vendido em moeda chinesa no delta do Rio Vermelho. Lu Han ocupou o palácio do governador-geral francês depois de expulsar o estado-maior francês sob o comando de Sainteny. Os soldados chineses ocuparam o norte da Indochina ao norte do paralelo 16, enquanto os britânicos sob o comando de Mountbatten no Sudeste Asiático ocuparam o sul. Chiang Kai-shek deliberadamente impediu que seus soldados bem treinados ocupassem o Vietnã, já que ele iria usá-los para lutar contra os comunistas dentro da China e, em vez disso, enviou tropas indisciplinadas de senhores da guerra de Yunnan sob o comando de Lu Han para ocupar o Vietnã ao norte do paralelo 16 para desarmar e fazer com que as tropas japonesas se rendam. Em muitas ocasiões, Ho Chi Minh cedeu às exigências. Durante a "Semana do Ouro" em setembro de 1945, grande parte dos taéis, joias e moedas de ouro foram usadas para pagar as forças chinesas que ocupavam o norte do Vietnã. O arroz enviado para a Cochinchina pelos franceses em outubro de 1945 foi dividido por Ho Chi Minh, e os vietnamitas do norte receberam apenas um terço, enquanto os soldados chineses receberam dois terços de Ho Chi Minh. Durante 15 dias, as eleições foram adiadas por Ho Chi Minh em resposta a uma exigência do general chinês Chen Xiuhe em 18 de dezembro de 1945, para que os chineses pudessem fazer com que Dong Minh Hoi e VNQDD se preparassem. Os chineses partiram apenas em abril-junho de 1946. Ho Chi Minh deu para Lu Han uma parafernália dourada para fumar e um cachimbo de ópio dourado após a semana do ouro e comprou armas com o que sobrou dos lucros. Vietnamitas famintos estavam morrendo em todo o norte do Vietnã em 1945 devido à apreensão de suas colheitas pelos japoneses, quando os chineses chegaram para desarmar os cadáveres de japoneses e vietnamitas estavam espalhados pelas ruas de Hanói e tiveram que ser limpos por estudantes. Enquanto Chiang Kai-shek, Xiao Wen (Hsiao Wen) e o governo central do Kuomintang da China estavam desinteressados em ocupar o Vietname para além do período de tempo previsto e em envolver-se na guerra entre o Viet Minh e os franceses, Lu Han manteve a opinião oposta e queria ocupar o Vietname para impedir o regresso dos franceses e estabelecer uma tutela chinesa do Vietname sob os princípios da Carta do Atlântico com o objectivo de eventualmente preparar o Vietname para a independência e impedir o regresso dos franceses. Ho enviou um telegrama em 17 de outubro de 1945 ao presidente americano Harry S. Truman convocando ele, Chiang Kai-shek, o primeiro-ministro Stalin e o primeiro-ministro Attlee para irem às Nações Unidas contra a França e exigirem que a França não fosse autorizada a retornar para ocupar o Vietnã, acusando A França de ter vendido e enganado os Aliados ao entregar a Indochina ao Japão e que a França não tinha o direito de regressar. Ho Chi Minh jogou a culpa em Dong Minh Hoi e no VNQDD por assinarem o acordo com a França para devolver os seus soldados ao Vietname depois de ele próprio ter feito isso. O Viet Minh de Ho Chi Minh tentou organizar desfiles de boas-vindas para os soldados chineses no norte do Vietnã e encobriu casos de mau comportamento por parte dos soldados dos senhores da guerra, tentando tranquilizar os vietnamitas de que as tropas dos senhores da guerra de Lu Han estavam lá apenas temporariamente e que a China apoiava a independência do Vietnã. Os jornais do Viet Minh disseram que os mesmos ancestrais (huyết thống) e cultura eram compartilhados por vietnamitas e chineses e que os chineses lutaram heroicamente contra o Japão e mudaram na revolução de 1911 e foram atacados pelos imperialistas ocidentais, então "não era o mesmo que a China feudal". Ho proibiu seus soldados como Trần Huy Liệu em Phú Thọ de atacar soldados chineses e Ho até rendeu vietnamitas que atacaram soldados chineses para serem executados como punição no incidente de Ro-Nha no distrito de Kiến An em 6 de março de 1946, após Hồ Đức Thành e Đào Văn Além disso, comissários especiais enviados de Hanói pela DRV de Ho examinaram o caso. Ho apaziguou e concedeu inúmeras concessões aos soldados chineses para evitar a possibilidade de eles entrarem em conflito com o Viet Minh, com ele ordenando aos vietnamitas que não fizessem nada contra os soldados chineses e prometendo sua vida em sua promessa, esperando que os chineses desarmassem os soldados japoneses. e terminar sua missão o mais rápido possível.
O líder guerrilheiro comunista chinês Chu Chia-pi veio ao norte do Vietnã várias vezes em 1945 e 1948 e ajudou o Viet Minh a lutar contra os franceses de Yunnan. Outros comunistas chineses também fizeram o mesmo.

## Envolvimento britânico

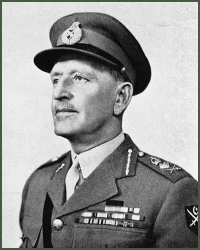
Major General Douglas Gracey comandante da 20ª Divisão de Infantaria Indiana

Após a chegada de Gracey em 13 de setembro para receber a rendição das forças japonesas, ele imediatamente percebeu a gravidade da situação no país. Os serviços administrativos de Saigon entraram em colapso e um grupo liderado pelo Viet Minh, pouco controlado, tomou o poder. Além disso, como os japoneses ainda estavam totalmente armados, os Aliados temiam que fossem capazes de minar a posição Aliada. Além disso, Gracey tinha más comunicações com o seu quartel-general superior na Birmânia porque o seu destacamento de sinalização americano foi abruptamente retirado pelo governo dos EUA por razões políticas; foi uma perda que não pôde ser corrigida por várias semanas.
Gracey escreveu que, a menos que algo fosse feito rapidamente, o estado de anarquia pioraria. Esta situação foi agravada pela falta de forte controle do Viet Minh sobre alguns de seus grupos aliados. Por causa disso, os franceses conseguiram persuadir Gracey (em um movimento que excedeu a autoridade de suas ordens de Mountbatten) a rearmar os regimentos de infantaria colonial locais que estavam sendo mantidos como prisioneiros de guerra.
Gracey permitiu que cerca de 1.000 ex-prisioneiros de guerra franceses fossem rearmados. Eles, com a chegada dos comandos recém-formados do 5º Regimento de Infantaria Colonial (RIC), seriam então capazes de expulsar o Viet Minh do controle que tinham sobre a administração de Saigon. Gracey viu isso como a maneira mais rápida de permitir que os franceses reafirmassem sua autoridade na Indochina, ao mesmo tempo que lhe permitia desarmar e repatriar os japoneses.
Gracey enfrentou outro problema nas suas relações com Mountbatten. Um exemplo disso ocorreu na chegada de Gracey em setembro. Ele redigiu uma proclamação que declarava a lei marcial e afirmava que era responsável pela lei e pela ordem em toda a Indochina ao sul do paralelo 16. Mountbatten, por sua vez, questionou isso, alegando que Gracey era responsável pela segurança pública apenas em áreas-chave. A proclamação foi publicada em 21 de setembro e, embora Mountbatten discordasse de sua redação, os Chefes de Gabinete e o Ministério das Relações Exteriores apoiaram Gracey.
Durante os dias seguintes, Gracey gradualmente aliviou o controle do Viet Minh sobre Saigon, substituindo seus guardas em pontos vitais por suas próprias tropas, que foram então entregues às tropas francesas. Este procedimento foi adotado porque o Viet Minh não teria cedido suas posições diretamente aos franceses.

### Aliados reafirmam controle em Saigon

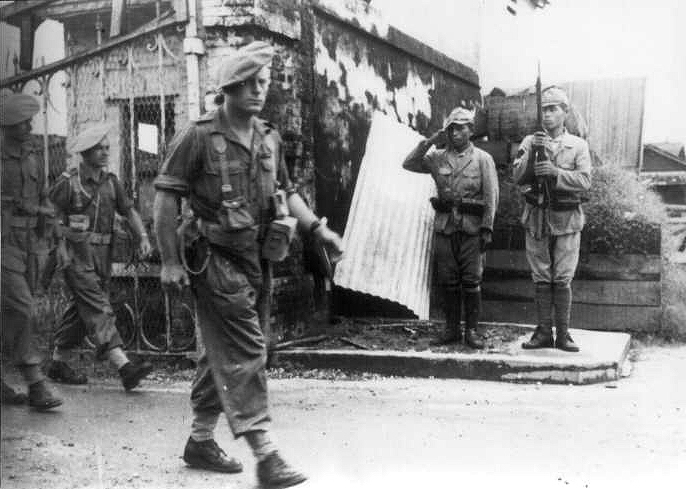
Comandos franceses livres em Saigon sendo saudados pelo pessoal rendido japonês em novembro de 1945

Em 23 de Setembro, a maior parte de Saigon estava de volta às mãos dos franceses, com menos de meia dúzia de posições vitais sob o controlo do Viet Minh. Os franceses posteriormente recuperaram o controle total de Saigon. Naquele dia, ex-prisioneiros de guerra franceses que haviam sido reintegrados no exército juntamente com tropas do 5º RIC expulsaram o Viet Minh num golpe no qual dois soldados franceses foram mortos.
Nesse mesmo dia, a população local francesa, exultante com a restauração da cidade, perdeu o controle, iniciando tumultos contra a população nativa. Isto levou aos acontecimentos de 24 a 25 de Setembro, quando uma multidão vietnamita (supostamente Bình Xuyên, mas mais tarde considerada trotskista) entrou no distrito de Cité Hérault, em Saigão, linchando 150 civis franceses e raptando um número semelhante - que mais tarde também morreu. Ao mesmo tempo, o Viet Minh montou bloqueios de estradas ao redor de Saigon, atirando em franceses que tentavam sair e matando acidentalmente o agente do OSS Dewey, o primeiro americano a morrer no Vietnã. Em outro lugar, no dia 25, o Viet Minh atacou e incendiou a área do mercado central da cidade, enquanto outro grupo atacou o campo de aviação Tan Son Nhut . O ataque ao campo de aviação foi repelido pelos Gurkhas, onde um soldado britânico foi morto junto com meia dúzia de Viet Minh. Os britânicos agora tinham uma guerra em mãos, algo que Mountbatten procurou evitar.
Nos dias seguintes, grupos armados do Viet Minh entraram em confronto com patrulhas britânicas, o Viet Minh sofrendo perdas crescentes a cada encontro. :70Os soldados britânicos eram tropas experientes que recentemente terminaram de lutar contra os japoneses; muitos oficiais e soldados também experimentaram a segurança interna e a guerra de guerrilha na Índia e na Fronteira Noroeste. Em contraste, o Viet Minh ainda estava aprendendo a travar uma guerra.
No início de outubro, Gracey manteve conversações com o Viet Minh e uma trégua foi acordada. No dia 5, o general Philippe Leclerc, o comandante francês sênior, chegou a Saigon, onde ele e suas tropas foram colocados sob o comando de Gracey. No entanto, em 10 de outubro, um estado de semi-paz com o Viet Minh foi quebrado por um ataque não provocado a um pequeno grupo de engenheiros britânicos que inspecionava as linhas de água perto do campo de aviação Tan Son Nhut. A maior parte do grupo de engenheiros foi morta ou ferida. Gracey aceitou o facto de que o nível de insurreição era tal que primeiro teria de pacificar áreas-chave antes de poder repatriar os japoneses. Foi nessa época que sua pequena força foi reforçada com a chegada de sua segunda brigada de infantaria, a 32ª, comandada pelo Brigadeiro ECV Woodford. Gracey desdobrou a 32ª Brigada nos subúrbios ao norte de Saigon, Gò Vấp e Gia Định. Uma vez nesta área, o Viet Minh recuou diante desta força, que incluía o apoio de carros blindados da 16ª Cavalaria Ligeira indiana.:206
O reconhecimento aéreo dos Spitfires revelou que as estradas que se aproximavam de Saigon estavam bloqueadas: o Viet Minh estava tentando estrangular a cidade. Em 13 de outubro, o campo de aviação Tan Son Nhut foi novamente atacado pelo Viet Minh; seus comandos e sapadores conseguiram, desta vez, chegar a 275 m da torre de controle. Eles também estavam às portas da estação de rádio antes do ataque ser neutralizado por soldados indianos e japoneses. Quando o Viet Minh recuou do campo de aviação, os japoneses receberam ordens de persegui-los até o anoitecer, quando o contato foi interrompido.:284
Em meados de outubro, 307 Viet Minh foram mortos por tropas britânicas/indianas e 225 foram mortos por tropas japonesas, incluindo a nova contagem de corpos de mais 80 Viet Minh em Da Lat. Numa ocasião, os japoneses repeliram um ataque ao seu quartel-general em Phú Lâm, matando 100 Viet Minh. As baixas britânicas, francesas e japonesas foram pequenas em comparação. No dia 17, a terceira brigada, a 100ª, comandada pelo Brigadeiro CHB Rodham, chegou à Indochina.

### Ataques do Viet Minh
Em seguida, o Viet Minh atacou os pontos vitais de Saigon, a usina, as docas, o campo de aviação e, pela terceira vez, até os poços artesianos da cidade. Periodicamente, Saigon ficava apagado à noite e o som de armas pequenas, granadas, minas, morteiros e artilharia tornava-se familiar em toda a cidade. Incapaz de dominar as defesas de Saigon, o Viet Minh intensificou suas táticas de cerco. Durante este tempo, as tropas francesas recém-chegadas receberam a tarefa de ajudar a quebrar o cerco, enquanto o patrulhamento britânico agressivo mantinha o Viet Minh desequilibrado.:75
Em 25 de outubro, surgiu a única evidência conhecida do envolvimento soviético direto na área, quando uma patrulha japonesa capturou um conselheiro russo perto de Thủ Dầu Một. Ele foi entregue ao Tenente-Coronel Cyril Jarvis, comandante dos 1/1 Gurkha Rifles. Jarvis tentou várias tentativas de interrogatório, mas foi infrutífera, pelo que o intruso foi entregue à Sûreté, o departamento francês de investigação criminal (equivalente ao CID). A partir daí ele desapareceu dos anais da história.
Em 29 de outubro, os britânicos formaram uma forte força-tarefa com o objetivo de afastar ainda mais o Viet Minh de Saigon. Esta força foi chamada de de "Gateforce" em homenagem ao seu comandante, o tenente-coronel. Portões dos Rifles da Força de Fronteira 14/13. Gateforce consistia em infantaria, artilharia e carros blindados indianos, e um batalhão de infantaria japonês. Durante suas operações, eles mataram cerca de 190 Viet Minh; durante uma operação em torno de Xuân Lộc, a leste de Saigon, os japoneses mataram 50 Viet Minh quando surpreenderam um grupo do Viet Minh em treinamento.

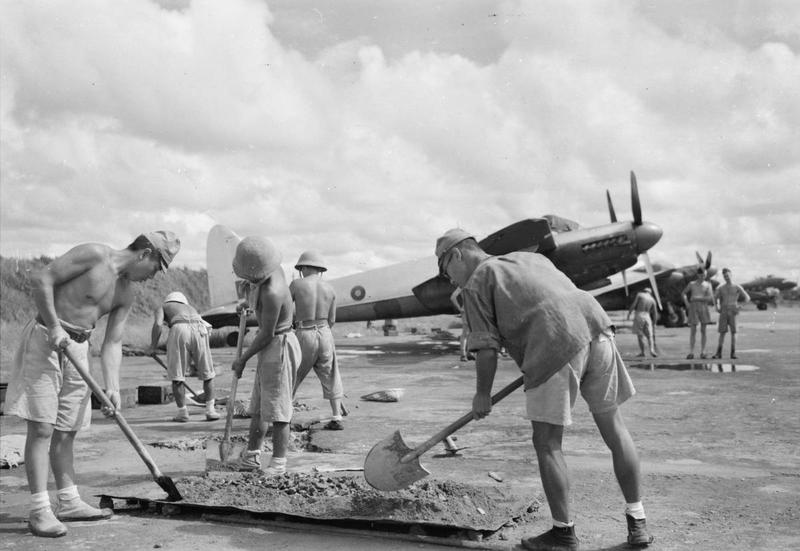
Prisioneiros de guerra japoneses sob supervisão britânica reparando a pista de táxi no campo de aviação de Saigon. Atrás deles está uma aeronave RAF De Havilland DH.98 Mosquito, dezembro de 1945

Em 18 de novembro, uma unidade Gurkha partiu para Long Kiến, ao sul de Saigon, para resgatar reféns franceses ali detidos. Durante o caminho, a força foi forçada a voltar atrás, pois não era forte o suficiente para superar o Viet Minh que encontraram. Poucos dias depois, uma força mais forte foi enviada. De acordo com os Gurkhas, eles viram desertores japoneses liderando alguns grupos de guerra do Viet Minh. Durante esta operação ocorreu o único ataque de kukri (faca nepalesa) da campanha. De acordo com um líder de pelotão Gurkha, eles foram detidos por determinados defensores do Viet Minh que ocupavam um antigo forte francês. Os Gurkhas explodiram as portas com uma bazuca, depois sacaram seus kukris e atacaram o forte, colocando os defensores na faca. Long Kien foi alcançado no mesmo dia. Nenhum refém foi recuperado, mas cerca de 80 Viet Minh foram mortos durante a operação.
No início de dezembro, Gracey conseguiu entregar os subúrbios ao norte de Saigon aos franceses, quando a Brigada 32 renunciou à responsabilidade para a 9ª Divisão de Infantaria Colonial do General Valluy. No Dia do Natal, o dia 32 partiu para Bornéu. Muitos dos soldados franceses recém-chegados eram ex-Maquis (Resistência Francesa), não habituados à disciplina militar.
Durante as batalhas das Terras Altas Centro-Sul, o Viet Minh forçou as tropas francesas a deixar muitas aldeias e posições recém-capturadas nas Terras Altas Centrais. Os vietnamitas recapturaram a cidade de Buôn Ma Thuột em meados de dezembro. Spitfires do Esquadrão Nº 273 da RAF atacaram o Viet Minh em 11 de dezembro.
Em 3 de janeiro de 1946 ocorreu a última grande batalha entre os britânicos e o Viet Minh. Cerca de 900 Viet Minh atacaram o acampamento 14/13 Frontier Force Rifles em Biên Hòa. Os combates duraram a noite toda e, quando terminaram, cerca de 100 atacantes foram mortos sem a perda de um único soldado britânico ou indiano. A maioria das vítimas do Viet Minh foi causada por fogo cruzado de metralhadoras britânicas.

### Fim da campanha

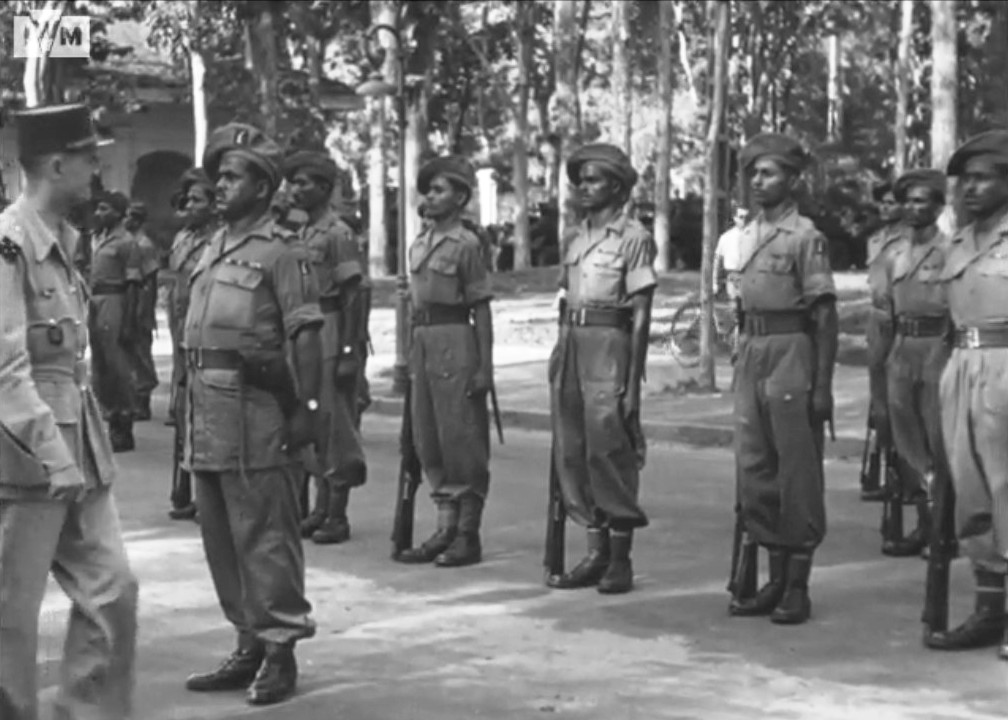
General Leclerc analisa as tropas da 20ª Divisão Indiana em Saigon, 22 de dezembro de 1945.

Em meados de janeiro, o Viet Minh começou a evitar ataques em grande escala às forças britânicas/indianas, francesas e japonesas. Eles começaram a adquirir características de combate que mais tarde se tornaram comuns: emboscadas, ataques e assassinatos, enquanto os britânicos, franceses e japoneses patrulhavam constantemente e conduziam varreduras de segurança. Esta foi a primeira guerra moderna não convencional e, embora o Viet Minh tivesse mão-de-obra suficiente para sustentar uma longa campanha, foi derrotado por tropas profissionais bem lideradas e familiarizadas com a selva e o campo asiáticos.
No final do mês, a Brigada 80 entregou seu teatro de operações aos franceses, e a Brigada 100 foi retirada para Saigon. Gracey voou no dia 28. Antes de sua partida, ele transferiu o controle das forças francesas para Leclerc. As últimas forças britânicas partiram em 26 de março, encerrando assim a intervenção de sete meses no Vietname; e em 30 de março, o SS Islami embarcou nos dois últimos batalhões britânicos/indianos no Vietnã. Apenas uma única companhia do 2/8 Punjab permaneceu para proteger a Missão de Controle Aliada em Saigon, e em 15 de maio ela partiu, a missão tendo sido dissolvida um dia antes, quando os franceses se tornaram responsáveis por levar os japoneses restantes para casa. As últimas tropas britânicas a morrer no Vietname foram seis soldados mortos numa emboscada em Junho de 1946.

## Consequências

### Vítimas
Para o envolvimento da Grã-Bretanha na Primeira Guerra do Vietnã, a lista de vítimas oficialmente declarada foi de 40 soldados britânicos e indianos mortos e de baixas francesas e japonesas um pouco maior. Estima-se que 2.700 Viet Minh foram mortos. O total não oficial pode ser maior, mas dados os métodos com que o Viet Minh recuperou os seus mortos e feridos, o número exato poderá nunca ser conhecido. Cerca de 600 dos mortos do Viet Minh foram mortos em combate enquanto lutavam contra as forças britânicas, o restante pelos franceses e japoneses.
Civis vietnamitas foram roubados, estuprados e mortos por soldados franceses em Saigon quando voltaram em setembro de 1945. As mulheres vietnamitas também foram estupradas no norte do Vietnã pelos franceses, como em Bảo Hà, Distrito de Bảo Yên, província de Lào Cai e Phu Lu, o que fez com que 400 vietnamitas treinados pelos franceses desertassem em 20 de junho de 1948. Estátuas budistas foram saqueadas e os vietnamitas foram roubados, estuprados e torturados pelos franceses depois que os franceses esmagaram o Viet Minh no norte do Vietnã em 1946-1948, forçando o Viet Minh a fugir para Yunnan, na China, em busca de refúgio e ajuda dos comunistas chineses. Disseram a um repórter francês: "Sabemos o que a guerra sempre é, entendemos que seus soldados levam nossos animais, nossas joias, nossos Budas; é normal. Estamos resignados com o fato de eles estuprarem nossas esposas e nossas filhas; a guerra sempre foi assim. Mas nos opomos a sermos tratados da mesma maneira, não apenas nossos filhos, mas nós mesmos, velhos e dignitários que somos." por notáveis aldeias vietnamitas. As vítimas de estupro vietnamitas tornaram-se "meio loucas".

### Significado
Mais três décadas sangrentas de combates estavam por vir, o que terminaria na derrota de uma superpotência mundial e de uma potência colonial enferma e desacreditada. Portanto, alguns historiadores observaram que se os britânicos não se tivessem retirado do Vietname, o Viet Minh teria sido derrotado e o comunismo não teria ganho apoio no Vietname. De março a julho de 1946, o Viet Minh iniciou sistematicamente, como disse o tenente de Ho, Lê Duẩn, "(para) exterminar os reacionários". Conhecido como o "Grande Expurgo", o objetivo era eliminar todos os considerados perigosos para o Partido Comunista do Vietnã e dezenas de milhares de nacionalistas, católicos e outros foram massacrados de 1946 a 1948.
Entre Maio e Dezembro, Ho Chi Minh passou quatro meses em França tentando negociar a total independência e unidade do Vietname, mas não conseguiu obter qualquer garantia dos franceses. Após uma série de confrontos violentos com o Viet Minh, as forças francesas bombardearam o porto de Haiphong, capturaram Haiphong e tentaram expulsar o Viet Minh de Hanói, uma tarefa que durou dois meses.
19 de dezembro de 1946 é frequentemente citado como a data para o início da Primeira Guerra da Indochina, já que naquele dia 30.000 Viet Minh sob o comando de Giap iniciaram seu primeiro ataque em grande escala contra os franceses na Batalha de Hanói. A Guerra do Vietnã de 1946-54 havia começado.